# Café con piernas

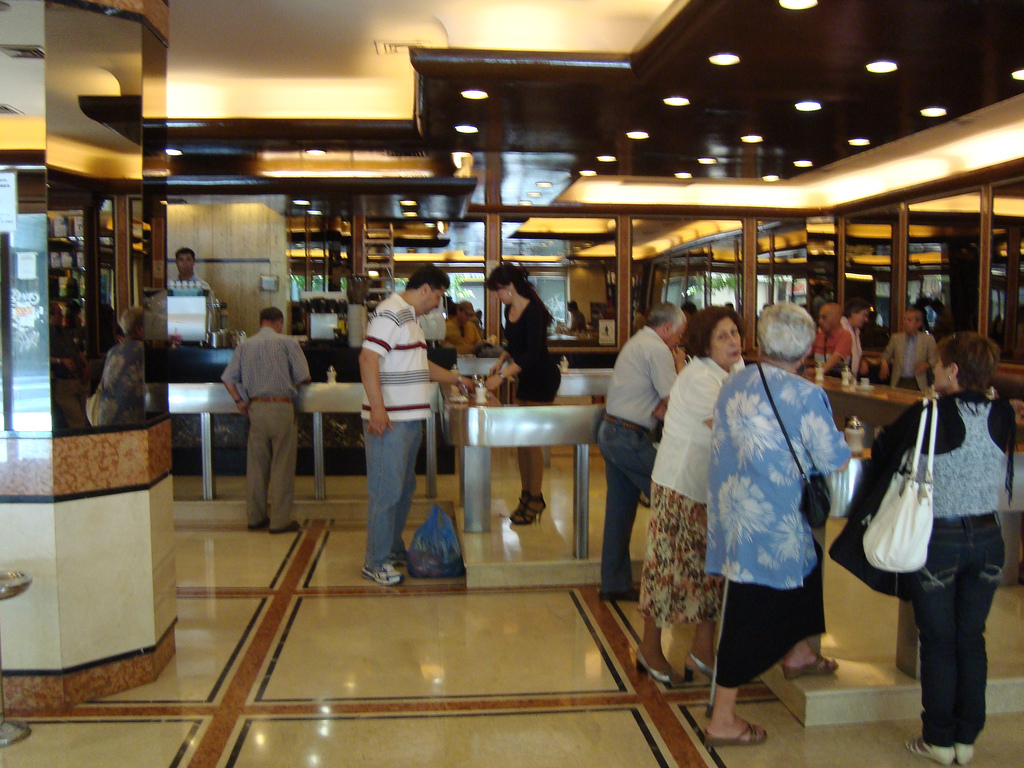
Café con piernas, Santiago

Un café con piernas és un establiment de venda de cafè o cafeteria típic del centre de Santiago de Xile. Els santiaguenys prenen cafè mentre miren al servei, personal femení, lleuger de roba. És dels pocs llocs a Xile on es pot prendre cafè a l'estil mediterrani.